# Marcello De Stefano
Marcello De Stefano (Benevento, 24 settembre 1929 – Udine, 13 ottobre 2023) è stato un regista e pittore italiano, trasferitosi a sei mesi d'età con la famiglia in Friuli, e diplomato in regia al Centro Sperimentale di Cinematografia di Roma, dopo esperienze formative con registi come Alessandro Blasetti, Luigi Zampa, Vittorio De Sica, Michelangelo Antonioni, King Vidor.
Alle successive esperienze di aiuto regia (Crimen di Mario Camerini, con Vittorio Gassman, Alberto Sordi, Nino Manfredi e Franca Valeri e Il segugio di Bernard Rolland, con Henri Salvador e Nino Taranto), si aggiunge la realizzazione di alcuni film-saggio – come la critica definisce il suo cinema – di argomento religioso. 
Nel 1963 torna in Friuli, dove la rivendicazione dell'identità linguistica accompagna un risveglio culturale a cui De Stefano partecipa dando voce ai friulani e ai loro problemi. 
In seguito scrive e dirige ulteriori film-saggio proponendo la questione friulana per documentarne la realtà e per stimolarne la discussione e la riflessione.

## L'infanzia e l'adolescenza
Marcello De Stefano, figlio di Antonio, colonnello dell'Esercito, cresce in Friuli, terra i cui valori influiranno in larga misura sulla sua cinematografia, oltre a contribuire alla sua formazione personale.
A Udine frequenta la scuola elementare, quella media e il Liceo Classico Stellini.
In seguito consegue la Laurea in Giurisprudenza all'Università di Bologna.

### Prime ideologie
Finito il secondo conflitto mondiale, constatando che le varie forze politiche, le une strumentalizzavano la fede e le altre la combattevano, Marcello De Stefano si sentiva solo e trovò nell'arte il suo mezzo per manifestare, alla luce della sua profonda fede, il suo amore per il prossimo.

### Aspirazioni
Perché solo, tutte le sue aspirazioni legate all'avvento di una società migliore e le ansie, provenienti dalla situazione politica ed esistenziale in cui si ritrova a vivere, in concreto vengono riversate in sue opere di pittura e poesia, che si presentano quindi anche come un suo profondo senso di vita.
Proprio questo suo desiderio di servizio al prossimo, all'inizio del periodo universitario, lo porterà a far parte di un gruppo culturale, a Udine, che accomuna uomini di cultura, i quali operano nell'arte considerando i problemi del tempo nell'ideale di pace e giustizia (e che porterà, in letteratura, al neorealismo friulano), militandovi però De Stefano sempre con la sua visione di uomo collegato sì alla storia degli uomini, ma anche al senso del divino, divino inteso sia come affermazione della sua esistenza in contrapposizione quindi alla cultura dell'ateismo e sia come critica al cristianesimo laddove dantescamente «tralignava».
Sempre in quest'epoca De Stefano comincia ad avvicinarsi al pensiero del paleontologo Teilhard de Chardin, trovandovi l'espressione più coerente con la visione del mondo alla quale, nel corso degli anni, egli era pervenuto; per cui tutta l'opera artistica e cinematografica successiva avrà, come struttura profonda e sottofondo trainante, la weltanschauung teilhardiana, evidenziando nel processo storico di unificazione le particolarità umane e locali contro la massificazione spersonalizzante ("L'unione differenzia", Teilhard De Chardin). 
Comunque lo scrittore Carlo Sgorlon, nel suo lungo articolo sul regista friulano "Il teatro di vita di un grande protagonista della cultura friulana" (Il Gazzettino, 1º dicembre 2007), così conclude: "Per la sua intransigente spiritualità cattolica, il suo sincretismo tra trascendenza e paranormale, la sua apertura alle esigenze e scoperte scientifiche, e l'interesse per le idee e l'identità friulana, De Stefano è certo l'uomo di cinema tra i più poliedrici e complessi che il Friuli abbia prodotto".

## Il periodo romano
Dopo la maturità, conseguita nel 1948, decide di iscriversi alla Facoltà di Giurisprudenza dell'Università di Bologna.
Ma il richiamo dell'arte e del cinema (da lui amato fin dalla adolescenza) cominciano a farsi spazio sempre più prepotentemente, così, ottenuta la Laurea in Legge nel 1953, De Stefano decide di tentare, riuscendoci -vincendo il concorso -, di accedere ai corsi di regia cinematografica del Centro Sperimentale di Cinematografia di Roma. Per accedervi necessitava il possesso di una laurea e superare un selettivo e difficoltoso concorso: ciò poiché ogni anno erano disponibili soltanto quattro posti per la regia ed alto era il numero dei concorrenti.

### Prime esperienze cinematografiche
A Roma il venticinquenne De Stefano fa delle esperienze molto importanti e significative non solo per la sua formazione professionale, ma pure dal punto di vista umano. Ha, infatti, la possibilità di seguire sul set fasi di lavorazione di film e di entrare in contatto, attraverso esperienze formative, con registi tra i più importanti della nostra cinematografia nazionale e non solo, quali Alessandro Blasetti, Luigi Zampa, Vittorio De Sica, Michelangelo Antonioni, King Vidor.
Concluso il biennio al Centro Sperimentale, consegue il diploma in regia cinematografica presentando un film, da lui scritto e diretto, tratto da I dialoghi delle Carmelitane di Georges Bernanos, dal titolo Il voto.
Questo film viene anche inviato e proiettato con successo alla XVII Mostra Internazionale d’arte Cinematografica di Venezia. 
Negli anni di studi e di esperienze al Centro Sperimentale e posteriori, dal 1954 al 1963, con film di set, film in cui vengono cinematografati registi in fase di lavoro, persegue un approfondimento circa il già appreso modo di direzione dell'attore, guidato, questi, da Luchino Visconti (per Le notti bianche, 1957) e da Roberto Rossellini (per il film Il generale della Rovere, 1959). 
I contatti ulteriori con i registi che discutono con De Stefano le loro scelte in merito alla guida della recitazione degli attori, diventano per lui delle altre importanti lezioni di regia.
Così come quando, poi, assisterà nello Studio Econ di Roma al doppiaggio guidato da Federico Fellini del suo Roma (1972).
Seguono attività nel campo dell'aiuto-regia, del soggetto cinematografico e della sceneggiatura. Tra l'altro consegna, nel 1962, a Federico Fellini, che era interessato ai temi della pittura fantastica che in primis De Stefano aveva realizzato, situazioni narrative esoterico-religiose che si potranno rinvenire, in parte, nel film Giulietta degli Spiriti (1965).
Scrive anche un soggetto per Pietro Germi (1960), il cui contenuto di fondo si riscontrerà poi nel film Alfredo, Alfredo (1972), nonché un soggetto-trattamento per Luigi Scattini - "Svezia, America d'Europa" - le cui idee portanti, di eventi e del finale saranno rinvenibili nel film, poi, dallo Scattini realizzato col titolo Svezia, inferno paradiso.

### Aiuto-regista
Per quanto riguarda invece l'attività nel campo dell'aiuto-regia, la esplica nel film "Crimen", prodotto da Dino De Laurentis e il cui regista è Mario Camerini, film eminentemente di recitazione: infatti sono protagonisti nei vari registri recitativi "armonizzati" (regia), Vittorio Gassman, Alberto Sordi, Franca Valeri, Nino Manfredi, Bernard Blier e Silvana Mangano.
Infine, con il film "Il segugio" (1961) di Bernard Rolland, completa la sua formativa esperienza perché film di artigianato e di trucchi, esperienza che gli mancava. Durante il film ha inoltre l'incombenza di cambiare, in sede di riprese a Napoli-Margellina, i dialoghi della sceneggiatura, accontentando in pieno Nino Taranto che ne aveva richiesto il mutamento.

### Prime realizzazioni
Nel biennio '62-'63, dopo essersi dedicato ad approfonditi studi, si dedica alla realizzazione di due film-documentari di carattere religioso: "Sentieri verso Dio" (1962) e "Le vie di Gesù" (1962-1963) - riprese: anche in Africa, Asia e America Latina -. I suddetti film evidenziano alcune "anticipazioni" del Concilio Ecumenico Vaticano Secondo e anche la futura poetica di De Stefano: impegno umanitario ed etico e senso del sacro.
Nel 1962 vince poi un concorso in TV per il secondo canale della televisione nazionale. Ma il regista friulano rifiuta con fermezza il posto poiché sente sempre più fortemente l'esigenza di fare ritorno nella sua terra: il Friuli.
Anche perché in quegli anni i friulani vivevano un momento particolarmente felice: quello di un risveglio culturale e sociologico, rivendicando la loro identità di minoranza linguistica, ovvero di una gente caratterizzata dal diritto di usare la propria lingua nazionalitaria come recita anche l'art. 6 della Costituzione della Repubblica Italiana: “La Repubblica tutela con apposite norme le minoranze linguistiche”; norma purtroppo allora, e in parte ancora, disattesa.

## Il periodo friulano
Rientrato nella terra d'origine nel 1963, dall'anno seguente inizia ad essere protagonista di dibattiti che hanno come tema eventi storico-umanizzanti locali, nazionali e internazionali. 
Nel 1964 De Stefano “in un inno a Dio e in un inno all'uomo” inizia a dar vita a quel programma artistico che andrà sotto il nome di «Manifesto Artistico Vivente di spirito Teilhardiano», manifesto eretto alla luce del pensiero di Teilhard de Chardin.
Nel 1965 cofonda, dopo averlo ideato, il “Centro Ricerche e Studi” di Udine (C.R.S.), che avrà un ruolo molto importante durante la contestazione giovanile del Sessantotto sia in Friuli che nel resto d'Italia, assumendo però una posizione piuttosto atipica poiché si presenta come "non violenta", "anti-marxista", quindi non allineato, se non addirittura in dissenso con la maggior parte dei gruppi culturali e/o politici di allora fondamentalmente “marxisti”. 

### Il manifesto vivente
L'inizio dell'attività del «Manifesto Vivente» viene proclamato nel febbraio del 1964, nella sala Ferrari di Modena. 
Il manifesto di De Stefano, a differenza poi degli altri manifesti della storia dell'arte e della letteratura (ad esempio, quelli del futurismo, del surrealismo, del dadaismo, apparsi nei primi decenni del Novecento), si presenta in una forma completamente nuova, in quanto si tratta di un manifesto “non scritto ma vissuto”; infatti, come puntualizza Adriano Cossio, che farà anche da operatore in alcuni film del regista friulano, sulla rivista «Comunicazione di massa», le sue (di De Stefano - n. d. a.-) “stimolanti presenze ne costituiscono le parole, il rapporto umano cioè era il linguaggio con cui veniva scritto” . 
L'obbiettivo del manifesto di spirito teilhardiano è quello di riuscire a ridare in sede estetica “quell'uomo totale di cui parla Teilhard de Chardin, completamente opposto a quell'«uomo mutilo, visto da un angolo “X”, proprio di una concezione filosofica e quindi parziale per nascita»”.

### Opere realizzate nel contesto friulano

#### Incontro con un'infanzia rifiutata
Il primo mediometraggio che De Stefano realizza una volta tornato in Friuli è "Incontro con un'infanzia rifiutata" del 1971, presentato alla 33ª Mostra del Cinema di Venezia, che tratta del problema dell'handicap e dei pregiudizi ad esso legati, proponendo l'esempio positivo di una colonia estiva che, attraverso un'educazione di tipo non coercitivo, aiuta i bambini minorati ad avere un rapporto equilibrato e sereno con se stessi e con le persone e le cose che li circondano.

#### Eucaristia e segno
Nell'anno successivo il regista gira, ancora in Friuli, il film "Eucaristia e segno" in occasione del Congresso Eucaristico Nazionale dove approfondisce i rapporti tra Cristianesimo e vita dei credenti. Con questo film, nel 1974, partecipa alla XIXa Semana Internacional de Cine de Valladolid, per selezione, quale unico film italiano ammesso: donde un'ulteriore affermazione.

#### Da un pugno d'erba
Segue, un anno dopo, un cortometraggio commissionato dalla Banca del Friuli, per celebrare il proprio centenario, dal titolo "Da un pugno d'erba" dove, in una quindicina di minuti, sono contenuti cent'anni di storica operosità friulana, e che è anche un atto d'amore verso il Friuli e i friulani.

#### In un linguaggio il futuro
Nel 1974 esce "In un linguaggio il futuro", che analizza l'opera del pittore Schuldhess, in quanto autore di un'arte religiosamente “ecumenica”.

#### In verità, in verità vi dico
L'anno dopo è la volta della conclusione, e sua uscita, di "In verità, in verità vi dico" (1973-1975) il quale, prendendo spunto da un raduno di cappellani militari, svoltosi a Redipuglia, in Friuli, si rivela quale panoramica "critica" sugli avvenimenti della storia contemporanea.

#### Controlettura
Del periodo 1975-1976 è la lavorazione di "Controlettura" (il cui titolo poi verrà precisato in Controlettura - parte prima), uno dei film di maggior successo di De Stefano, ed è possibile definirlo come una vigorosa affermazione di friulanità .
Il film, commissionato dalla Cassa di Risparmio (verrà poi anche riproposto con l'intervento della Provincia di Udine nella versione friulana con il titolo Cuintrileture) è proiettato in tantissimi fogolârs furlans sparsi in tutto il mondo, e verrà presentato, con successo, nell'agosto del 1977 al Festival delle Nazioni di Taormina e, nel 1978, al primo Festival Cinematografico delle Minoranze Linguistiche ad Aosta.

#### La prima pietra, una linfa che scorre
La seconda parte di Controlettura va sugli schermi cinque anni dopo, nel 1982, con il titolo "La prima pietra, una linfa che scorre" presentato in prima uscita al cinema Puccini di Udine il 20 febbraio di quell'anno.
Il film nasce in occasione della ricostruzione (avvenuta in seguito al drammatico evento del terremoto in Friuli nel maggio-settembre 1976) e dell'ampliamento dell'acquedotto del Friuli Centrale ed è commissionato dal Consorzio detto Acquedotto del Friuli Centrale. 
Ma, anche questa volta, come in tutti gli altri film - su commissione - del regista, non si tratta di un'opera puramente celebrativa fine a se stessa. L'acquedotto è la metafora di un popolo che risorge dopo la catastrofe sismica, ed il pretesto per ripercorrere la storia del Friuli, come opposizione al pericolo di una spersonalizzante omologazione.

#### Uomo-Macchina-Uomo
Ma De Stefano è instancabile e già nello stesso anno firma "Controlettura - parte terza" ovvero "Uomo-Macchina-Uomo" film dell'Esa (Ente Sviluppo Artigianato) sull'artigianato, che presenta alla Villa Manin di Passariano del Friuli nel contesto della manifestazione dal titolo “Esa: fiducia nell'artigianato e nei suoi valori culturali”. Nel film vengono passati in rassegna tutti i luoghi dell'artigianato friulano (evidenziando la persistenza dell'identità delle etnie che vivono in Friuli: friulani di lingua friulana, di lingua paleoslava, di lingua paleotedesca).
Con questo mediometraggio il trittico Controlettura è completato e comincia a fare il suo giro in Friuli, in Italia e all'estero.

#### Uno, due... e Udine poi
Il 1983 è l'anno del Millenario di Udine “capitale” del Friuli e naturalmente De Stefano viene scelto al fine di realizzare un film-documentario per l'occasione. Nasce così "Uno, due… e Udine e poi" un vero e proprio zoom del regista su mille anni di storia friulana (non solo udinese) fino ad arrivare al presente. 
“Un film che dovrebbe arrivare ai Fogolars” scrivevano e infatti viene proiettato con notevole successo anche nel Fogolar Friulano di Parigi provocando oltretutto un costruttivo e positivo dialogo con i friulani-francesi iniziando da lì un iter proiettivo in Francia e all'estero .

#### Grafiz 'tun orizont
Il film che segue è un omaggio a Padre Luigi Scrosoppi, da poco proclamato Santo, e a quella che è stata l'umana avventura di un uomo che ha dedicato l'intera vita a dare soccorso all'infanzia bisognosa nella sua presenza più significativa: l'infanzia delle fanciulle orfane chiamate, allora, derelitte. 
Il titolo del film è Grafiz 'tun orizont (1984) "Graffiti in un orizzonte", allusione alla riproposta di qualcosa (all'orizzonte) di decisamente appartenente al passato (graffiti), per contribuire ad una cultura di vita.
Nel 1986 l'intero trittico di Controlettura viene doppiato in lingua friulana. In anteprima nazionale al Cinema Ferroviario di Udine, si può assistere alla proiezione di Cuintrileture: part prime, seconde, tiarce, e gli spettatori salutano con soddisfazione la nascita di un cinema "scritto nel fotogramma" in lingua friulana.

#### Il prossimo - Ieri, oggi, domani (emigrazione vecchia e nuova)
Nel 1987 De Stefano presenta un altro film-saggio che tocca il tema dell'emigrazione, dal titolo "Il prossimo - Ieri, oggi, domani (emigrazione vecchia e nuova)". Una ricostruzione storica che si fa metafora -  di ritorno - per una comprensione caritativo-cristiana del fenomeno attuale dell'immigrazione nei territori italiani e altri. Le musiche originali sono di Raul Lovisoni.

#### Il mistero Medjugorje in punti quattro (1990) - Quattro film (Tetralogia)
L'opera seguente, Il mistero Medjugorje in punti quattro (1990), è - con i suoi quattro film - un'accurata analisi dei fatti accaduti nel paesino slavo, fin dal 24 giugno del 1981, quando sei adolescenti, poi chiamati veggenti, "ebbero" o "avrebbero avuto" per la prima volta l'apparizione della Madonna.
L'esposizione, nella sua serietà, implica come partenza il discorso scientifico - gli esperimenti condotti sui veggenti di Medjugorje -  come doverosa introduzione razionale ai fenomeni "paranormali - religiosi" ivi avvenuti, e tuttora in corso, registrati nella tetralogia filmica. Le musiche originali sono state composte e registrate da Raul Lovisoni.

#### "Par condicio (un spectacul furlan di vué)" - Controlettura anni Novanta (1996)
Film-saggio con il quale il regista, oltre a rivendicare il diritto alla propria lingua per la "gens friulana", prende posizione di rivendicazione a favore dei vari dialetti d'Italia; ciò come massiccia resistenza alla massificazione linguistica propria dei media. In tal modo viene portato avanti implicitamente quell'identico anelito che è stato proprio dell'ultimo Pier Paolo Pasolini, come da riscoperti inediti del detto autore. 
- dal 1997 al 2004 il regista effettua riprese in approfondimento e aggiornamento al "fenomeno religioso" concernente le presunte apparizioni di Medjugorje

#### La pace: variazioni sul tema - reportage dal Friuli - (2005)
Anche quest'opera è costruita nel perno di valori positivi facendosi apportatrice di un forte messaggio di pace per l'umanità intera considerando sia la storia (elemento oggettivo della realtà) quanto il dato psicobiologico dell'uomo (elemento soggettivo della realtà): i due aspetti essenziali e complementari del fenomeno "vita".

#### ...E il miracolo si è ripetuto (2006)
Continuazione e approfondimento di  “Graffiti in un orizzonte”, considerando la presenza operativa di amore e di concreto aiuto effettuata in Africa dalle suore della Provvidenza, cioè dall'ordine religioso fondato da Padre Luigi Scrosoppi, oggi San Luigi Scrosoppi

### Progetti
Negli ultimi tempi stava lavorando per la realizzazione di un film a soggetto sulla Sindone di Torino.

## Vita privata
Sposato con l'insegnante Lucia Marano (1932-2021), ebbe da essa una figlia, Laura.